# 唐奈·哈维
唐奈·尤金·哈维（英語：Donnell Eugene Harvey，1980年8月26日—），美国NBA联盟职业篮球运动员。他在2000年的NBA选秀中第1轮第22顺位被纽约尼克斯选中。